# المجموعة دال لكأس الأمم الإفريقية 2013

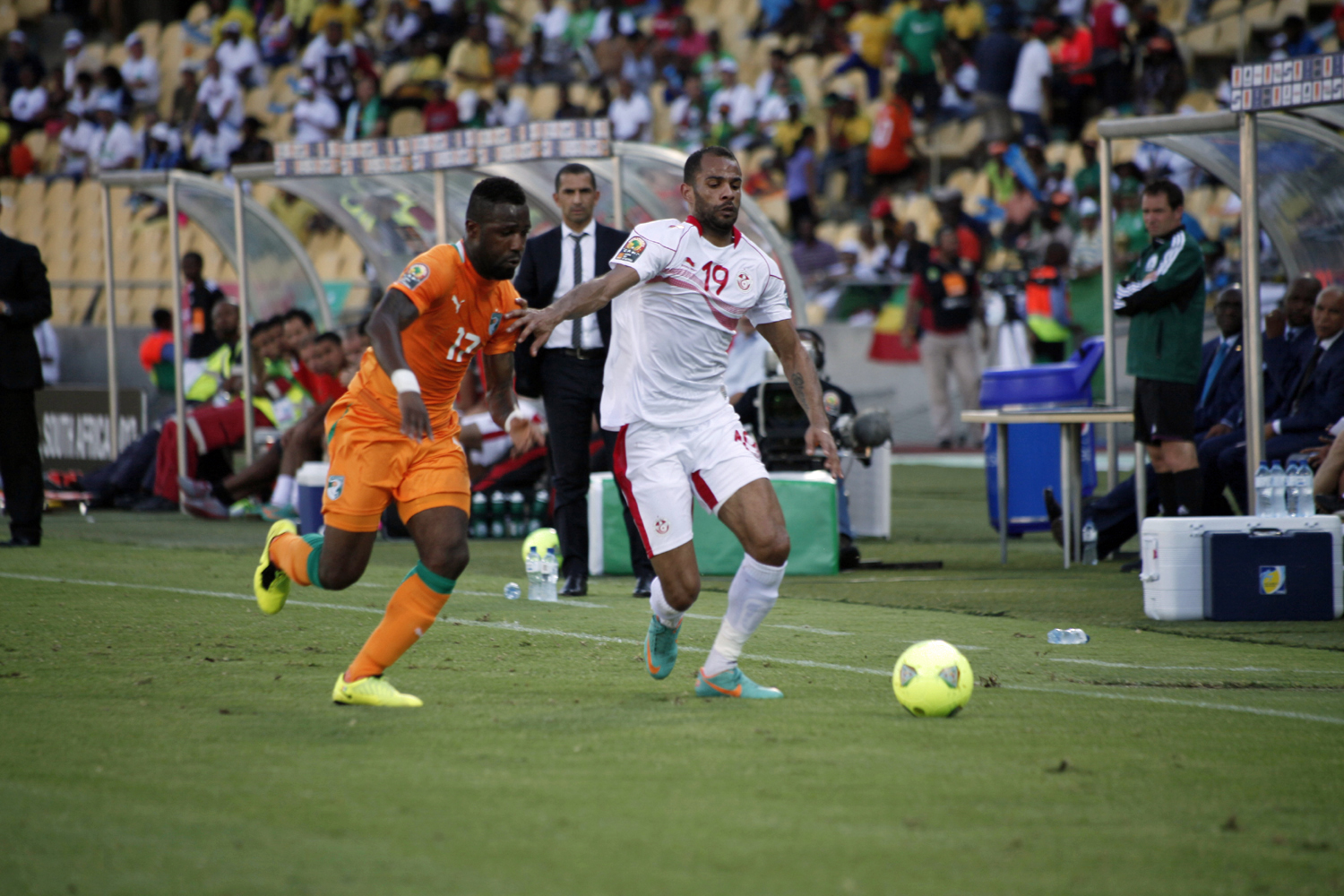

المجموعة D من كأس الأمم الأفريقية لكرة القدم 2013 سوف تجري من 22 يناير لغاية 30 يناير. وتتكون من ساحل العاج، تونس، الجزائر، توغو. ستقام جميع المباريات في جنوب أفريقيا.

## الترتيب
| مفاتيح الألوان في جدول المجموعات              |
| --------------------------------------------- |
| أفضل فريقين يتأهلان إلى ربع النهائي           |
| تم اقصاء الفريقين صاحبي المركز الثالث والرابع |

| فريق       | نقاط | فرق | عليه | له | خ | ت | ف | لعب |
| ---------- | ---- | --- | ---- | -- | - | - | - | --- |
| ساحل العاج | 7    | 4+  | 3    | 7  | 0 | 1 | 2 | 3   |
| توغو       | 4    | 1+  | 3    | 4  | 1 | 1 | 1 | 3   |
| تونس       | 4    | 2−  | 4    | 2  | 1 | 1 | 1 | 3   |
| الجزائر    | 1    | 3−  | 5    | 2  | 2 | 1 | 0 | 3   |

جميع الأوقات حسب التوقيت المحلي لجنوب أفريقيا (ت ع م+02:00).

## ساحل العاج ضد توغو
| ساحل العاج | 1 - 2 | توغو |
| ---------- | ----- | ---- |
|            |       |      |

## تونس ضد الجزائر
| تونس           | 1 - 0 | الجزائر |
| -------------- | ----- | ------- |
| المساكني 90+1' | تقرير |         |

## ساحل العاج ضد تونس
| ساحل العاج                                 | المباراة 15 | تونس |
| ------------------------------------------ | ----------- | ---- |
| جيرفينهو 21' · ي. توريه 87' · يا كونان 90' | تقرير       |      |

## الجزائر ضد توغو
| الجزائر | المباراة 16 | توغو                      |
| ------- | ----------- | ------------------------- |
|         | تقرير       | أديبايور 31' · وومي 90+3' |

## الجزائر ضد ساحل العاج
| الجزائر | المباراة 23 | ساحل العاج |
| ------- | ----------- | ---------- |
|         |             |            |

## توغو ضد تونس
| توغو      | المباراة 24 | تونس               |
| --------- | ----------- | ------------------ |
| جاكبي 13' | تقرير       | المولهي 30' (ض.ج.) |